# CRB指数
CRB指数（シーアールビーしすう、英語: CRB Index）とは、アメリカ合衆国およびイギリスの商品取引所等で売買されている先物商品価格から算出される国際商品先物指数。1957年にCommodity Research Bureau社によって28品目の指数として開発され、2005年9月に「ロイター/ジェフリーズCRB指数（Reuters/Jefferies CRB Index）」となった。2008年にトムソンがロイターを買収し、トムソン・ロイターとなったことにより、指数の名称も「トムソン・ロイター・コアコモディティーCRB指数（Thomson Reuters/CoreCommodity CRB Index）」に変更。その後、2018年にトムソン・ロイターから金融・リスク部門を分離して設立されたリフィニティブが指数の算出を行なっている。
1967年を基準年として、その年の基準値を100とし、ニューヨーク・マーカンタイル取引所（NYMEX）、インターコンチネンタル取引所（ICE）、ニューヨーク商品取引所（COMEX）、シカゴ・マーカンタイル取引所（CME）、シカゴ商品取引所（CBOT）、ロンドン金属取引所（LME）に上場する商品を対象に毎日算出・公表される。
エネルギーや貴金属、農産物などのコモディティを幅広く網羅していることから、国際商品市況や景気の代表的な指標として活用されている。また、製品原料として使う商品を特に多く含むことから、CRB指数は、アメリカ合衆国のインフレ率の動きに先行する傾向にあり、連邦準備制度理事会（FRB）により、先行指標として利用されているなど、商品指数の中でも注目度が高いことで知られている。
ICE Futures U.S.に先物およびオプションが上場され、香港証券取引所には、ETF（Lyxor ETF Commodities CRB）が上場している。

## 構成品目
CRB指数は、2005年9月の修正後は、以下の4グループ（Weighting Factors）19品目から構成されている。
- エネルギー（Energie）
  - WTI Crude Oil (原油)（NYMEX）
  - WTI Heating oil (暖房油)（英語版）（NYMEX）
  - RBOB Gasoline（改質ガソリン）（NYMEX）
  - Natural Gas（天然ガス）（NYMEX）
- 農産物（Agriculture）
  - Corn（コーン）（CBOT）
  - Soybeans（大豆）（CBOT）
  - Wheat（小麦）（CBOT）
  - Cotton（綿）（ICE）
  - Sugar（粗糖）（ICE）
  - Coffee（コーヒー）（ICE）
  - Cocoa（ココア）（ICE）
  - Orange Juice（オレンジジュース）（ICE）
- 金属（Metals）
  - Gold（金）（COMEX）
  - Silver（銀）（COMEX）
  - Aluminum（アルミニウム）（LME）
  - Copper（銅）（COMEX）
  - Nickel（ニッケル）（LME）
- 家畜（Livestock）
  - Live Cattle（生牛）（英語版）（CME）
  - Lean Hogs（豚赤身肉）（英語版）（CME）

なお、構成比率のうち、エネルギーが36%と最大であり、以下、金属が15%、農産物が14%、貴金属が8%となっており、他の商品指数に比較して、エネルギーや金属のウエイトが高いことが特徴である。

## 脚註
1. ↑  “ＣＲＢ指数  （しーあーるびーしすう）”. 金融・証券用語解説.   大和証券. 2021年2月25日閲覧。
2. ↑  “CRB Index（ろいたー・こあこもでぃてぃーしーあーるびーしすう）”. 証券用語解説集.   野村證券. 2021年2月25日閲覧。
3. 1 2 3 4 5  “トムソン・ロイター・コアコモディティーCRB指数”. iFinance金融経済用語集.   エフ・ブイ・ゲート. 2021年2月25日閲覧。
4. 1 2 3  “金融指標の見方 4.国際商品市況”. 知るぽると.   金融広報中央委員会. 2021年2月25日閲覧。
5. ↑  「CRB指数とは」『日本経済新聞』2012年1月4日。2021年2月26日閲覧。